# Сельское поселение Рамено
Сельское поселение Рамено — муниципальное образование в Сызранском районе Самарской области.
Административный центр — село Рамено.

## История
с 1 января 2018 года выходит электронная газета "БОЛЬШОЕ Рамено".

## Население
| 2010  | 2012  | 2013  | 2014  | 2015  | 2016  | 2017  |
| ----- | ----- | ----- | ----- | ----- | ----- | ----- |
| 1509  | ↗1513 | ↗1517 | ↘1482 | ↘1472 | ↘1457 | ↘1434 |
| 2018  | 2019  | 2020  | 2021  |       |       |       |
| ↘1412 | ↘1404 | ↘1374 | ↗1385 |       |       |       |

## Состав сельского поселения
| № | Населённый пункт | Тип населённого пункта       | Население |
| - | ---------------- | ---------------------------- | --------- |
| 1 | Майоровский      | посёлок                      | 137       |
| 2 | Рамено           | село, административный центр | 1372      |